# Ukozjas
Ukozjas (orosz betűkkel: Укозяш, baskír nyelven: Укузәш) falu Oroszországban, a Baskír Köztársaságban, a Miskinói járásban.

## Népesség
- 2002-ben 158 lakosa volt, melynek 94%-a mari.
- 2010-ben 156 lakosa volt.